# Jonathan Borlée
Jonathan Borlée (Woluwe-Saint-Lambert, 22 febbraio 1988) è un velocista belga.
Fratello gemello di Kévin Borlée, specializzato principalmente sui 400 metri piani. Ha anche una sorella di nome Olivia e un fratello di nome Dylan che gareggiano a livello internazionale. Tutti e quattro sono allenati dal padre Jacques.

## Biografia
Come suo fratello, ottiene la prima vittoria importante a 18 anni ai campionati nazionali indoor nel 2006 a Gand, dove vinse la gara dei 200 metri piani. Successivamente si dedica di più per i 400 metri piani. Il 19 agosto 2008 alle Olimpiadi di Pechino stabilisce in semifinale il suo record personale con 45.11, mentre, nella stessa gara, suo fratello Kevin stabilisce il record nazionale (44.88), ma nessuno dei due si qualifica per la finale. Invece nella finale della staffetta 4×400 metri arriva con la sua squadra quinto con il nuovo record nazionale (2:59.37). La gara è stata vinta dagli americani in 2:55.39 (record olimpico).
A fine anno, Jonathan e suo fratello si trasferiscono a Tallahassee per frequentare la Florida State University e in questo periodo si qualifica per i National Collegiate Athletic Association a Fayetteville, vincendo al gara dei 400 col nuovo record nazionale (44.78), mentre suo fratello arrivò quarto. A causa di un infortunio, non poté partecipare ai mondiali di atletica 2009 a Berlino. Lo stesso anno, vince ilGolden Spike award.
Ai Campionati del mondo di atletica leggera indoor 2010 di Doha, vince con la staffetta l'argento con 3'06"94 e ai campionati europei di Barcellona ottiene, sempre con la staffetta, il bronzo. Al meeting di Parigi per la Diamond League migliora il record nazionale di un centesimo, 44.77, ma a Barcellona fa ancora meglio, 44.71. Il 30 agosto 2011 ai campionati del mondo di atletica leggera di Taegu 2011 ottiene il quinto posto con il tempo di 45.07. Migliora il record nazionale detenuto dal fratello nelle batterie di qualificazione dei 400 m all'Olimpiade di Londra 2012. Il tempo è di 44.43.

## Palmarès
| Anno                             | Manifestazione           | Sede           | Evento        | Risultato  | Prestazione | Note                                     |
| -------------------------------- | ------------------------ | -------------- | ------------- | ---------- | ----------- | ---------------------------------------- |
| In rappresentanza del Belgio     |                          |                |               |            |             |                                          |
| 2006                             | Mondiali U20             | Pechino        | 400 m piani   | 4º         | 46"06       |                                          |
| 2006                             | Mondiali U20             | Pechino        | 4×400 m       | 5º         | 3'07"03     | Record nazionale                         |
| 2008                             | Giochi olimpici          | Pechino        | 400 m piani   | Semifinale | 45"11       |                                          |
| 2008                             | Giochi olimpici          | Pechino        | 4×400 m       | 4º         | 2'59"37     | Record nazionale                         |
| 2010                             | Mondiali indoor          | Doha           | 4×400 m       | Argento    | 3'06"94     | Record nazionale                         |
| 2010                             | Europei                  | Barcellona     | 400 m piani   | 7º         | 45"35       |                                          |
| 2010                             | Europei                  | Barcellona     | 4×400 m       | Bronzo     | 3'02"60     |                                          |
| 2011                             | Europei indoor           | Parigi         | 4×400 m       | Bronzo     | 3'06"57     |                                          |
| 2011                             | Mondiali                 | Taegu          | 400 m piani   | 5º         | 45"07       |                                          |
| 2011                             | Mondiali                 | Taegu          | 4×400 m       | 4º         | 3'00"41     |                                          |
| 2012                             | Europei                  | Helsinki       | 200 m piani   | 4º         | 20"99       |                                          |
| 2012                             | Europei                  | Helsinki       | 4×400 m       | Oro        | 3'01"09     |                                          |
| 2012                             | Giochi olimpici          | Londra         | 400 m piani   | 6º         | 44"83       |                                          |
| 2012                             | Giochi olimpici          | Londra         | 4×400 m       | 5º         | 3'01"83     |                                          |
| 2013                             | Mondiali                 | Mosca          | 400 m piani   | 4º         | 44"54       | Miglior prestazione personale stagionale |
| 2013                             | Mondiali                 | Mosca          | 4×400 m       | 4º         | 3'01"02     |                                          |
| 2014                             | World Relays             | Nassau         | 4×400 m       | 9º         | 3'02"91     |                                          |
| 2014                             | Europei                  | Zurigo         | 400 m piani   | Finale     | dns         |                                          |
| 2015                             | Europei indoor           | Praga          | 4×400 m       | Oro        | 3'02"87     | Record europeo                           |
| 2015                             | World Relays             | Nassau         | 4×400 m       | Bronzo     | 2'59"33     | Record nazionale                         |
| 2015                             | Mondiali                 | Pechino        | 400 m piani   | Semifinale | 44"85       |                                          |
| 2015                             | Mondiali                 | Pechino        | 4×400 m       | 5º         | 3'00"24     |                                          |
| 2016                             | Mondiali indoor          | Portland       | 4×400 m       | 6º         | 3'09"71     |                                          |
| 2016                             | Europei                  | Amsterdam      | 400 m piani   | Batteria   | 47"45       |                                          |
| 2016                             | Europei                  | Amsterdam      | 4×400 m       | Oro        | 3'01"10     |                                          |
| 2016                             | Giochi olimpici          | Rio de Janeiro | 200 m piani   | Batteria   | 20"64       |                                          |
| 2016                             | Giochi olimpici          | Rio de Janeiro | 400 m piani   | Batteria   | 46"01       |                                          |
| 2016                             | Giochi olimpici          | Rio de Janeiro | 4×400 m       | 4º         | 2'58"52     | Record nazionale                         |
| 2017                             | Mondiali                 | Londra         | 400 m piani   | Semifinale | 45"23       |                                          |
| 2017                             | Mondiali                 | Londra         | 4×400 m       | 4º         | 3'00"04     |                                          |
| 2018                             | Mondiali indoor          | Birmingham     | 4×400 m       | Bronzo     | 3'02"51     | Record nazionale                         |
| 2018                             | Europei                  | Berlino        | 400 m piani   | Bronzo     | 45"19       |                                          |
| 2018                             | Europei                  | Berlino        | 4×400 m       | Oro        | 2'59"47     | Miglior prestazione europea stagionale   |
| 2019                             | Europei indoor           | Glasgow        | 4×400 m       | Oro        | 3'06"27     |                                          |
| 2019                             | World Relays             | Yokohama       | 4×400 m       | Bronzo     | 3'02"70     | Miglior prestazione personale stagionale |
| 2021                             | Europei indoor           | Toruń          | 4×400 m       | 4º         | 3'06"96     |                                          |
| 2021                             | Giochi olimpici          | Tokyo          | 4×400 m       | 4º         | 2'57"88     |                                          |
| 2021                             | Giochi olimpici          | Tokyo          | 4×400 m mista | 5º         | 3'11"51     |                                          |
| 2022                             | Europei                  | Monaco         | 4×400 m       | Argento    | 2'59"49     | [ 1 ]                                    |
| 2023                             | Mondiali                 | Budapest       | 4×400 m mista | 5º         | 3'13"83     |                                          |
| In rappresentanza della Vallonia |                          |                |               |            |             |                                          |
| 2013                             | Giochi della Francofonia | Nizza          | 4×100 m       | Bronzo     | 39"58       |                                          |

### Riconoscimenti
- Gouden Spike (2009, 2013)